# Tour de France 1982
| 69. Tour de France 1982 – Endstand |                      |                          |
| Streckenlänge                      | 21 Etappen, 3512 km  | 21 Etappen, 3512 km      |
| Toursieger                         | Bernard Hinault      | 92:08:46 h (38,113 km/h) |
| Zweiter                            | Joop Zoetemelk       | + 6:21 min               |
| Dritter                            | Johan van der Velde  | + 8:59 min               |
| Vierter                            | Peter Winnen         | + 9:24 min               |
| Fünfter                            | Phil Anderson        | + 12:16 min              |
| Sechster                           | Beat Breu            | + 13:21 min              |
| Siebenter                          | Daniel Willems       | + 15:33 min              |
| Achter                             | Raymond Martin       | + 15:35 min              |
| Neunter                            | Hennie Kuiper        | + 17:01 min              |
| Zehnter                            | Alberto Fernández    | + 17:19 min              |
| Grünes Trikot                      | Sean Kelly           | 429 P.                   |
| Zweiter                            | Bernard Hinault      | 152 P.                   |
| Dritter                            | Phil Anderson        | 149 P.                   |
| Gepunktetes Trikot                 | Bernard Vallet       | 278 P.                   |
| Zweiter                            | Jean-René Bernaudeau | 237 P.                   |
| Dritter                            | Beat Breu            | 205 P.                   |
| Weißes Trikot                      | Phil Anderson        | 92:21:02 h               |
| Zweiter                            | Kim Andersen         | + 19:41 min              |
| Dritter                            | Marc Madiot          | + 37:12 min              |
| Teamwertung                        | Coop-Mercier         | Coop-Mercier             |

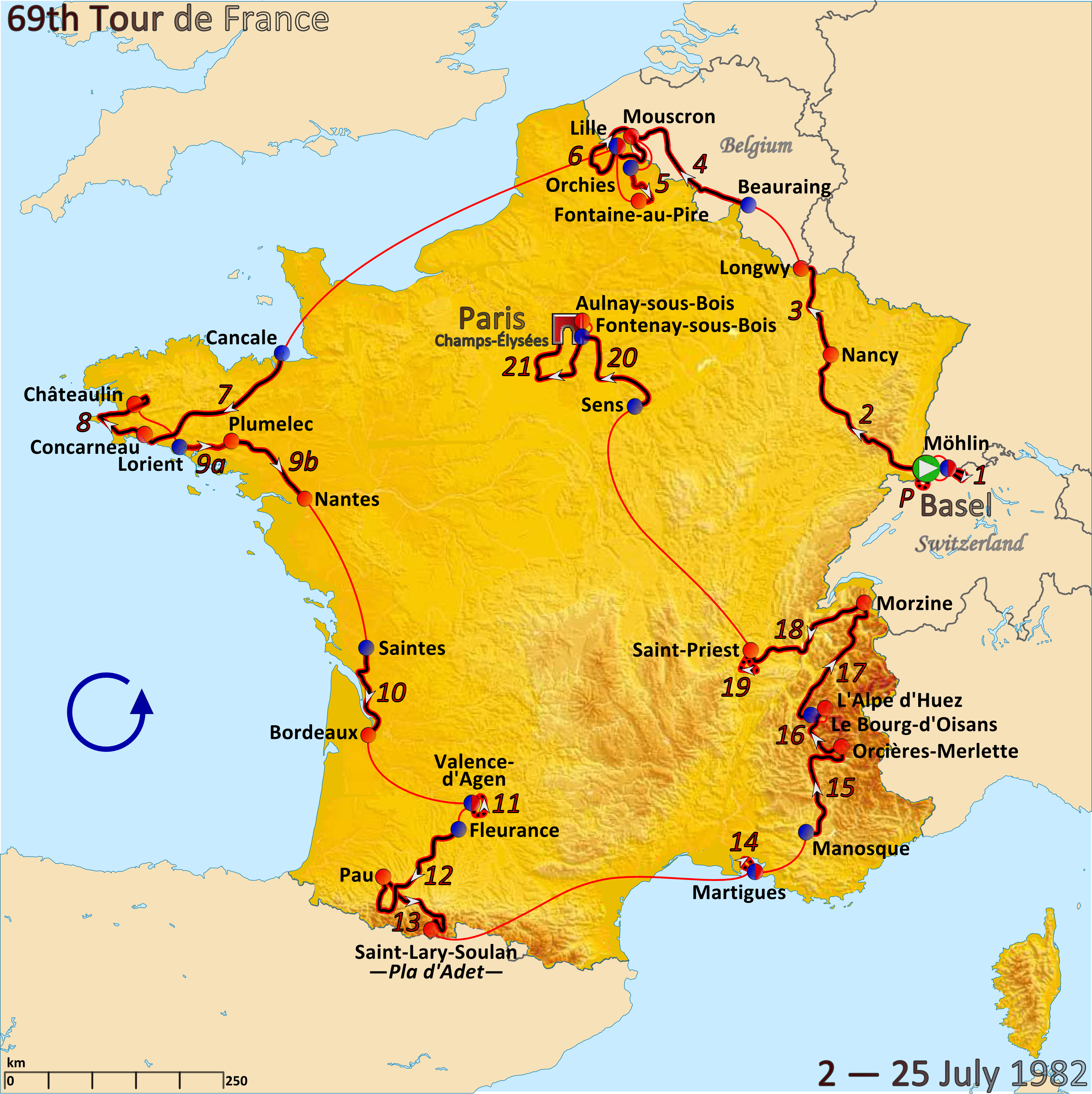
Streckenkarte der Tour de France 1982

Die 69. Tour de France fand vom 2. bis zum 25. Juli 1982 statt und führte in 21 Etappen über 3512 km. Wie im Vorjahr sowie in den Jahren 1978 und 1979 gewann der Franzose Bernard Hinault die Rundfahrt. Als einem von ganz wenigen Fahren gelang es Hinault im Gelben Trikot auch die prestigeträchtige Schlussetappe auf der Avenue des Champs-Élysées in Paris zu gewinnen. Es nahmen 170 Rennfahrer an der Rundfahrt teil, von denen 125 klassifiziert wurden.

## Rennverlauf
Wie ein Jahr zuvor gewann Hinault den Prolog und übernahm so bereits am ersten Tag das Gelbe Trikot. Grundstein für den Erfolg Hinaults war seine Stärke im Einzelzeitfahren, mit dem Gewinn von zwei der drei Einzelzeitfahren schaffte er damit die Basis für einen vierten Tour-de-France-Sieg. Auf der zweiten Etappe übernahm Phil Anderson das Führungstrikot nach einem Etappensieg in Nancy. Anderson, der im Jahr zuvor schon als erster Australier das gelbe Trikot für einen Tag tragen durfte, konnte es diesmal etwas länger behalten: Erst beim Einzelzeitfahren auf der 13. Etappe, das der Niederländer Gerrie Knetemann gewann, verlor Anderson fast drei Minuten auf den besseren Zeitfahrer Hinault, der damit wieder die Gesamtführung übernahm. Anderson konnte sich am Ende jedoch noch über den fünften Platz in der Gesamtwertung und das Weiße Trikot des besten Jungprofis freuen.
Hinault bewies wiederum seine Zeitfahrkünste, als er beim letzten Zeitfahren für die Entscheidung sorgte. Dabei legte er den letzten Kilometer in 60 Sekunden zurück und distanzierte damit die Niederländer, die am Ende den zweiten, dritten und vierten Platz belegten. Bester der Holländer war Joop Zoetemelk, der mit seiner Mannschaft Coop-Mercier auch die Teamwertung gewann.
Das Grüne Trikot des Punktbesten holte sich der Ire Sean Kelly, der zwar nur bei einer Etappe als erster die Ziellinie überqueren konnte, aber sich regelmäßig unter den besten acht einer Etappe platzieren konnte. Das Gepunktete Trikot gewann der Franzose Bernard Vallet, obwohl er keine Etappe gewinnen konnte, aber einige der höchsten Berge als erster überquerte.
Wegen einer Demonstration wurde das Mannschaftszeitfahren annulliert und von der fünften auf die neunte Etappe verschoben.

## Die Etappen
| Etappen       | Tag      | Start – Ziel                         | km         | Etappensieger                        | Gelbes Trikot   |
| ------------- | -------- | ------------------------------------ | ---------- | ------------------------------------ | --------------- |
| Prolog        | 2. Juli  | Leimental (CH)                       | 7,4 (EZF)  | Bernard Hinault                      | Bernard Hinault |
| 1. Etappe     | 3. Juli  | Schupfart (CH) – Möhlin (CH)         | 207        | Ludo Peeters                         | Ludo Peeters    |
| 2. Etappe     | 4. Juli  | Basel (CH) – Nancy                   | 250        | Phil Anderson                        | Phil Anderson   |
| 3. Etappe     | 5. Juli  | Nancy – Longwy                       | 134        | Daniel Willems                       | Phil Anderson   |
| 4. Etappe     | 6. Juli  | Beauraing (BEL) – Mouscron (BEL)     | 219        | Gerrie Knetemann                     | Phil Anderson   |
| 5. Etappe     | 7. Juli  | Orchies – Fontaine-au-Pire           | – (MZF)    | annulliert und auf Etappe 9a verlegt | Phil Anderson   |
| 6. Etappe     | 8. Juli  | Lille – Lille                        | 233        | Jan Raas                             | Phil Anderson   |
| Ruhetag       |          |                                      |            |                                      |                 |
| 7. Etappe     | 10. Juli | Cancale – Concarneau                 | 234,5      | Pol Verschuere                       | Phil Anderson   |
| 8. Etappe     | 11. Juli | Concarneau – Châteaulin              | 200,8      | Frank Hoste                          | Phil Anderson   |
| 9. Etappe (a) | 12. Juli | Lorient – Plumelec                   | 69 (MZF)   | TI-Raleigh                           | Phil Anderson   |
| 9. Etappe (b) | 12. Juli | Plumelec – Nantes                    | 138,5      | Stefan Mutter                        | Phil Anderson   |
| 10. Etappe    | 13. Juli | Saintes – Bordeaux                   | 147,2      | Pierre-Raymond Villemiane            | Phil Anderson   |
| 11. Etappe    | 14. Juli | Bordeaux – Valence d’Agen            | 57,3 (EZF) | Gerrie Knetemann                     | Bernard Hinault |
| 12. Etappe    | 15. Juli | Fleurance – Pau                      | 249        | Sean Kelly                           | Bernard Hinault |
| 13. Etappe    | 16. Juli | Pau – Saint-Lary-Soulan (Pla d’Adet) | 122        | Beat Breu                            | Bernard Hinault |
| 14. Etappe    | 17. Juli | Martigues – Martigues                | 32,5 (EZF) | Bernard Hinault                      | Bernard Hinault |
| Ruhetag       |          |                                      |            |                                      |                 |
| 15. Etappe    | 19. Juli | Manosque – Orcières-Merlette         | 208        | Pascal Simon                         | Bernard Hinault |
| 16. Etappe    | 20. Juli | Orcières-Merlette – L’Alpe d’Huez    | 123        | Beat Breu                            | Bernard Hinault |
| 17. Etappe    | 21. Juli | Le Bourg-d’Oisans – Morzine          | 251        | Peter Winnen                         | Bernard Hinault |
| 18. Etappe    | 22. Juli | Morzine – Saint-Priest               | 233        | Adrie van Houwelingen                | Bernard Hinault |
| 19. Etappe    | 23. Juli | Saint-Priest – Saint-Priest          | 48 (EZF)   | Bernard Hinault                      | Bernard Hinault |
| 20. Etappe    | 24. Juli | Sens – Aulnay-sous-Bois              | 161        | Daniel Willems                       | Bernard Hinault |
| 21. Etappe    | 25. Juli | Fontenay-sous-Bois – Paris           | 186,8      | Bernard Hinault                      | Bernard Hinault |